# ОШ „Јован Јовановић Змај” Салаш
ОШ „Јован Јовановић Змај” у Салашу је једна од установа основног образовања на територији града Зајечара која наставља историју основног образовања школе основане 1867. године.
Поред матичне школе, настава се одржава и у издвојеним одељењима у местима: Велика Јасикова, Глоговица, Дубочане, Kопривица, Мала Јасикова, Метриш, Табаковац и Брусник.
Школу похађа око 250 ученика, распоређених у 20 одељења.